# Nomadisme
Pour les articles homonymes, voir Nomades (homonymie).
 (septembre 2017).
Si vous disposez d'ouvrages ou d'articles de référence ou si vous connaissez des sites web de qualité traitant du thème abordé ici, merci de compléter l'article en donnant les références utiles à sa vérifiabilité et en les liant à la section « Notes et références ».

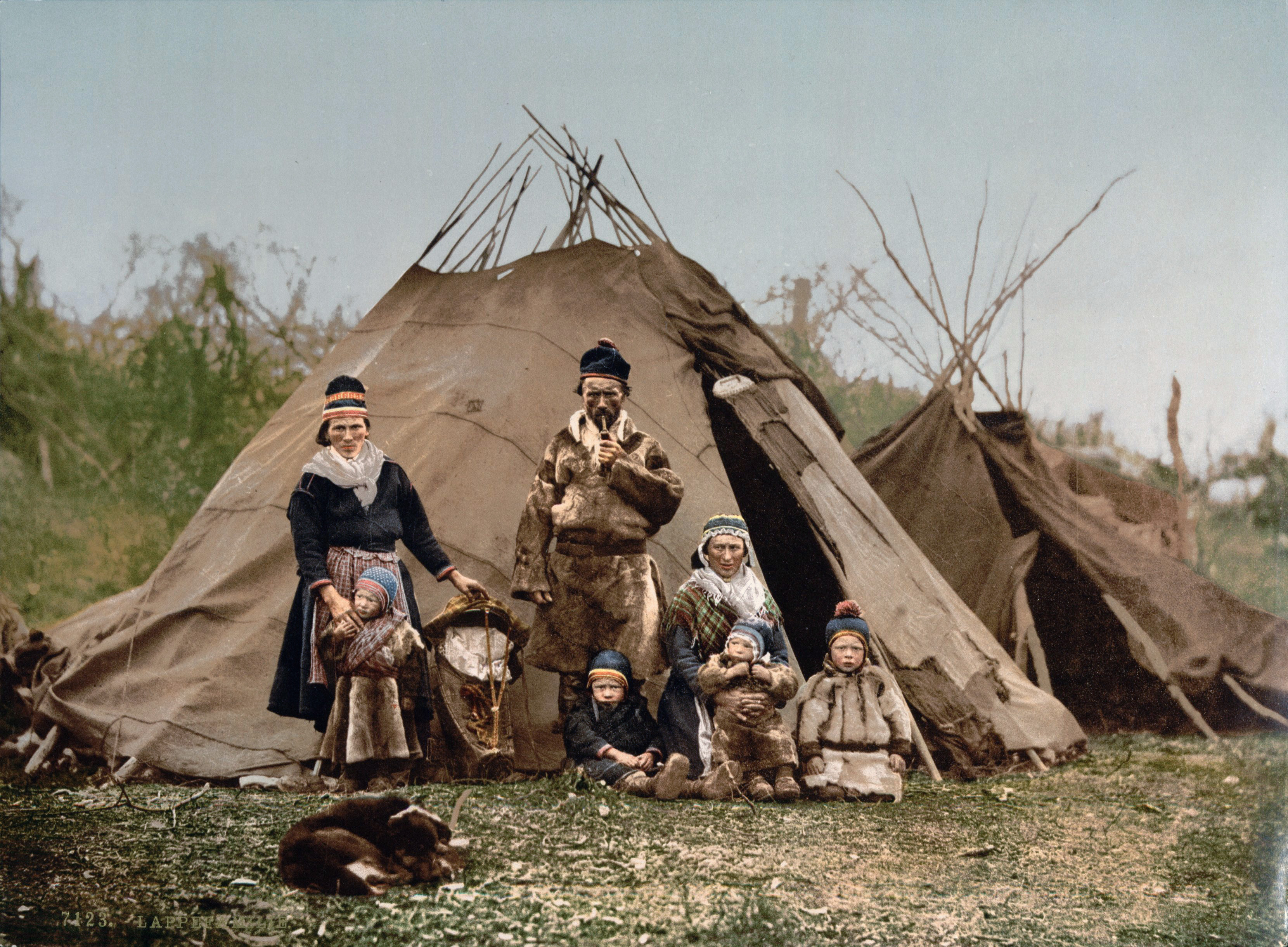
Famille nomade samie au Nord de la Norvège.

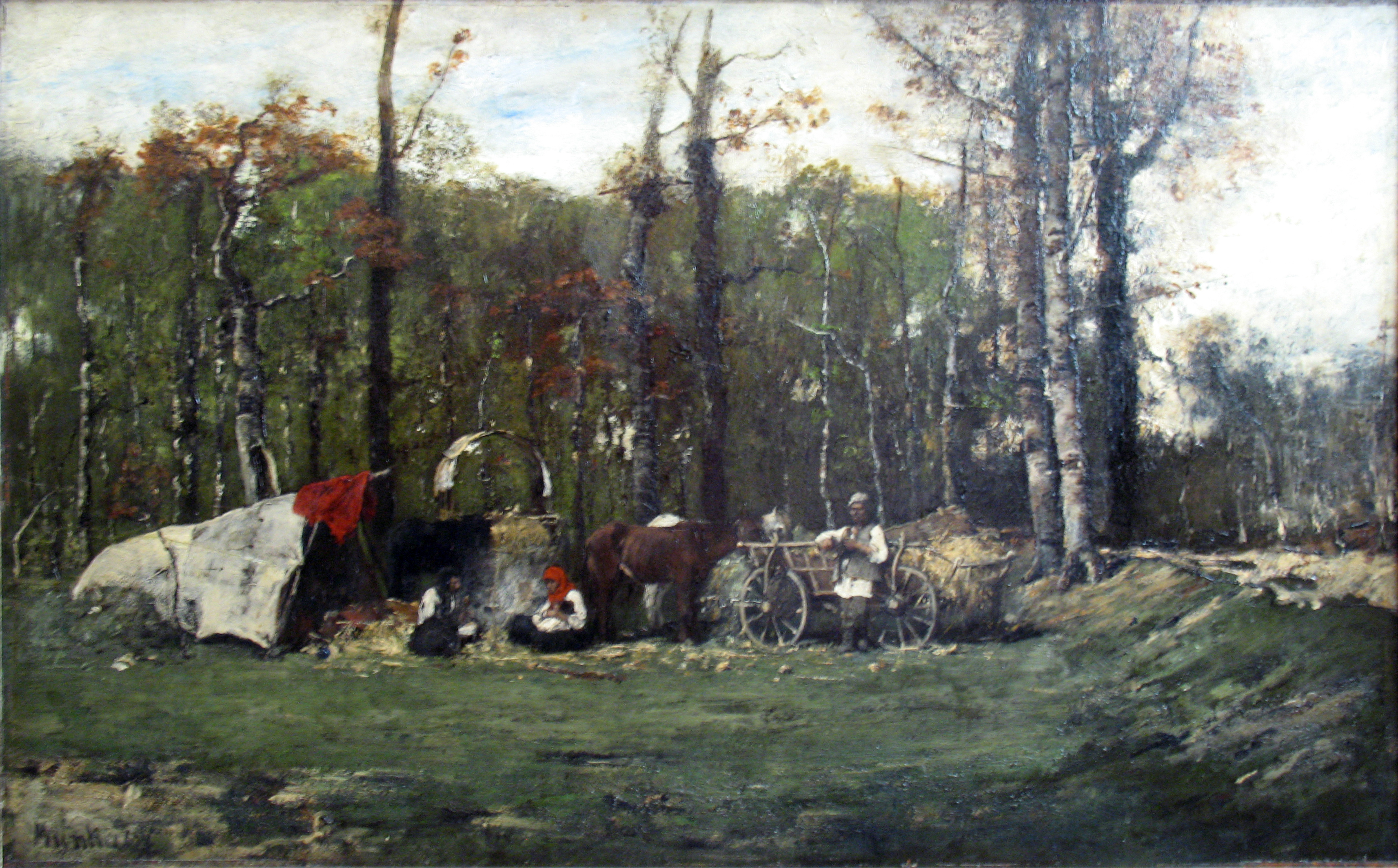
Camps de roms en Hongrie.

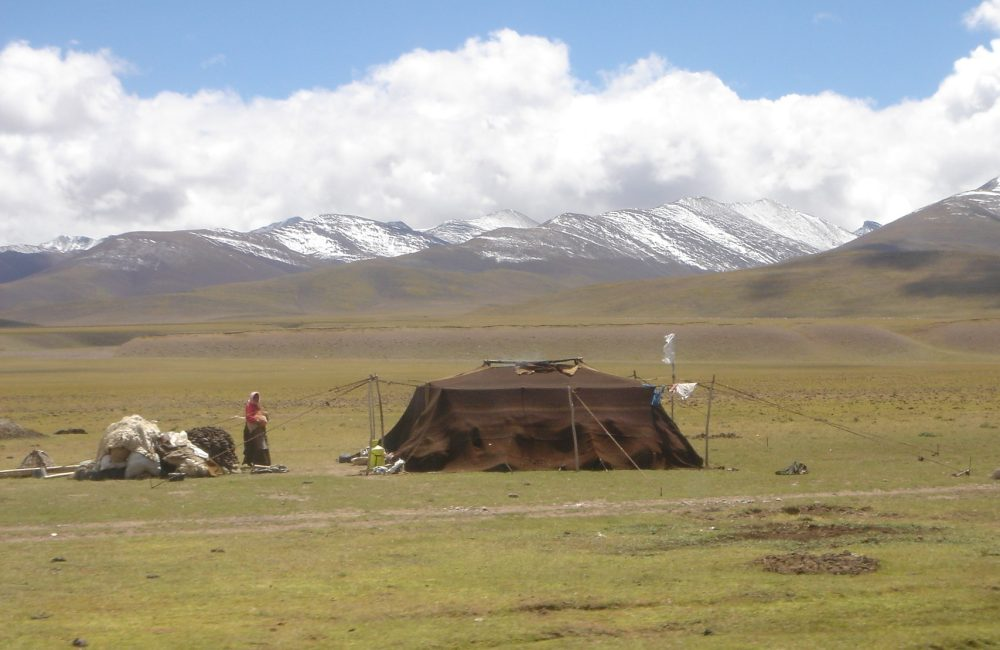
Nomades pastoraux campant près de Namtso (Tibet) en 2005.

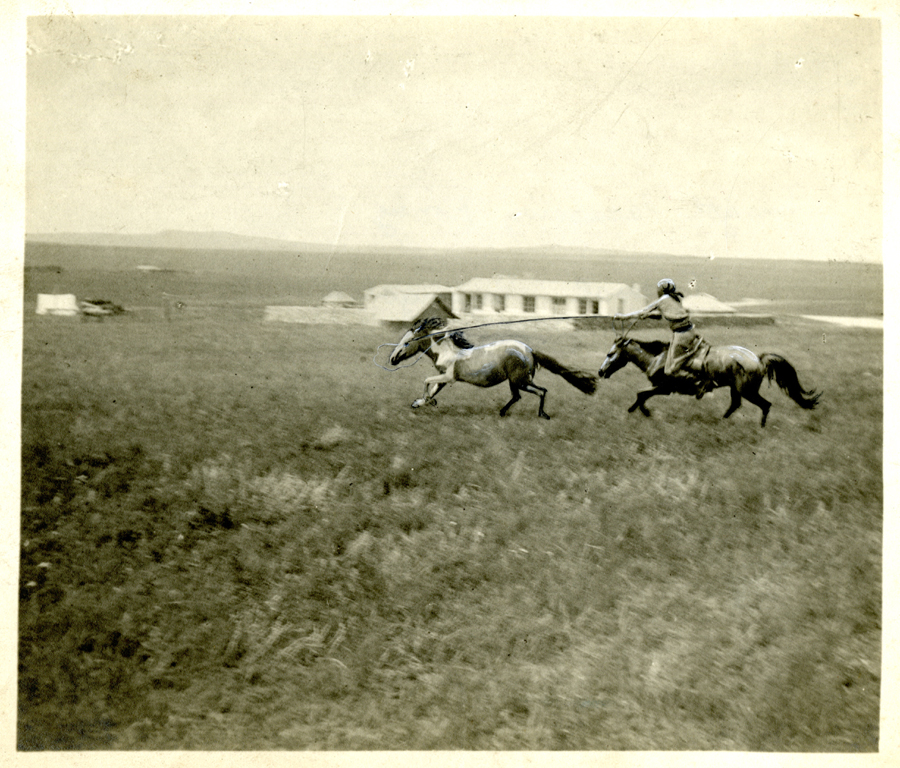
Mongols trick chevaux.

Le nomadisme est un mode de vie qui comprend des déplacements humains périodiques pour diverses raisons. Il y a divers groupes de nomades, tels les chasseurs-cueilleurs, les pasteurs nomades, commerçants nomades, les nomades saisonniers et les nomades numériques.

## Histoire

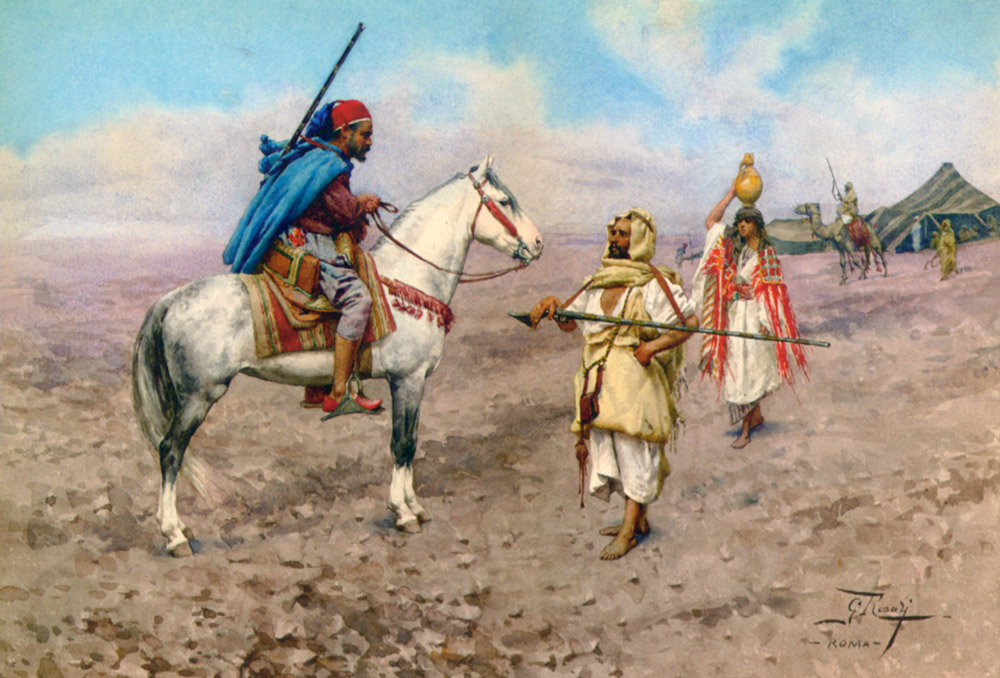
Camp nomade dans le désert (Giulio Rosati).

L'humanité a vécu à l'état nomade durant tout le Paléolithique (Australopithèques, Homo habilis, Homo erectus, Homo heidelbergensis, Homo neandertalensis et vers la fin du Paléolithique Homo sapiens). Au Mésolithique elle est devenue peu à peu semi-nomade, pour commencer à se sédentariser durant le Néolithique.
Le nomadisme est souvent associé à une organisation sociale de type tribal ou à ce que les anthropologues appellent une « société segmentaire », c'est-à-dire une société structurée en lignages, clans, tribus et éventuellement confédérations tribales. De nos jours, seul ce type de sociétés pratique une économie nomade ou semi-nomade.

## Nomades pré-modernes

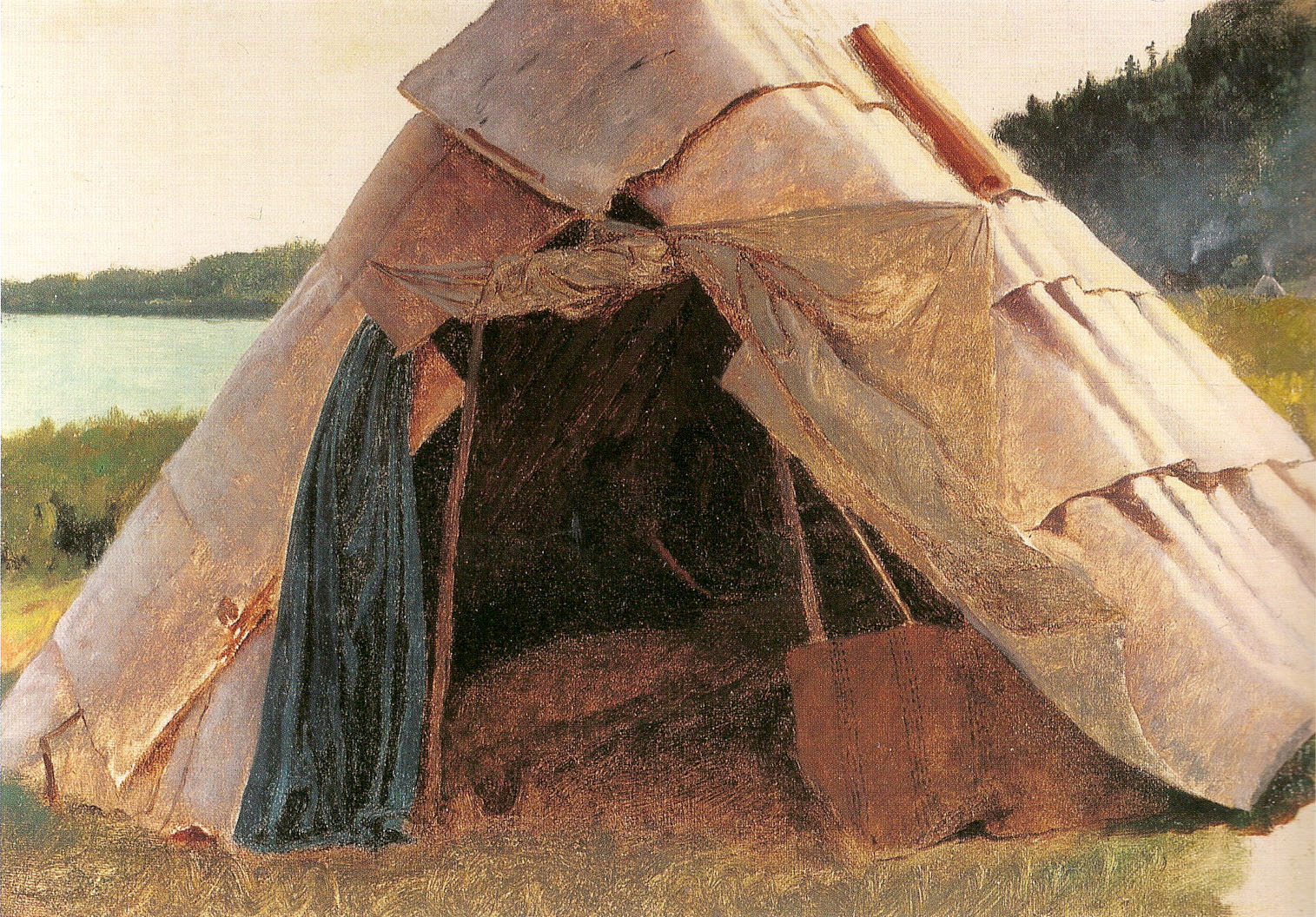
Tente ojibwé.

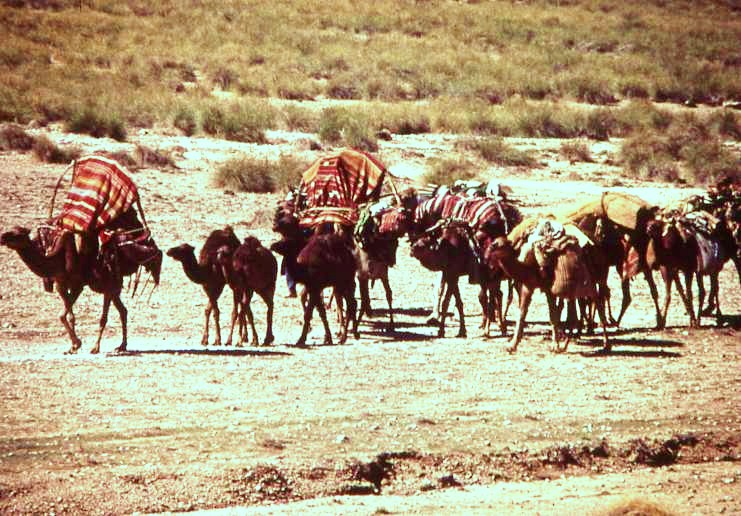
Nomades de la région de Djelfa, Algérie, 1971.

Les peuples du désert que sont les Arabes, Bédouins, les Berbères et d'autres nomades vivant dans le Sahara, Désert d'Arabie, Désert de Syrie, ceux des steppes d'Asie centrale ou encore les Amérindiens dans tout le continent américain pratiquent encore ce mode de vie. Néanmoins, les États que ces nomades traversent tentent le plus souvent de les sédentariser.
Certains groupes des peuples Roms (parfois appelés tziganes), pratiquent également ce mode de vie, et d'autres groupes humains l'ont pratiqué dans un passé relativement récent et le pratiquent encore. Pour cela, les tziganes utilisaient en général des roulottes, et plus récemment des caravanes.
Les Mercheros d'Espagne sont un groupe minoritaire, auparavant nomade, qui partage le style de vie des Roms espagnols. Leur origine est incertaine, peut-être étaient-ils des paysans sans terre au XVIe siècle. Les Mercheros sont souvent restés à part des Rom, même s'ils partageaient les mêmes persécutions.
En Allemagne, en Suisse, en France et en Autriche, il existe ainsi un groupe de « Tsiganes blancs », les Yéniches dont la langue semble être identique grammaticalement aux autres dialectes suisses alémaniques, l'origine du lexique mélange en revanche l'allemand, le romani, le yiddish et d'autres mots.

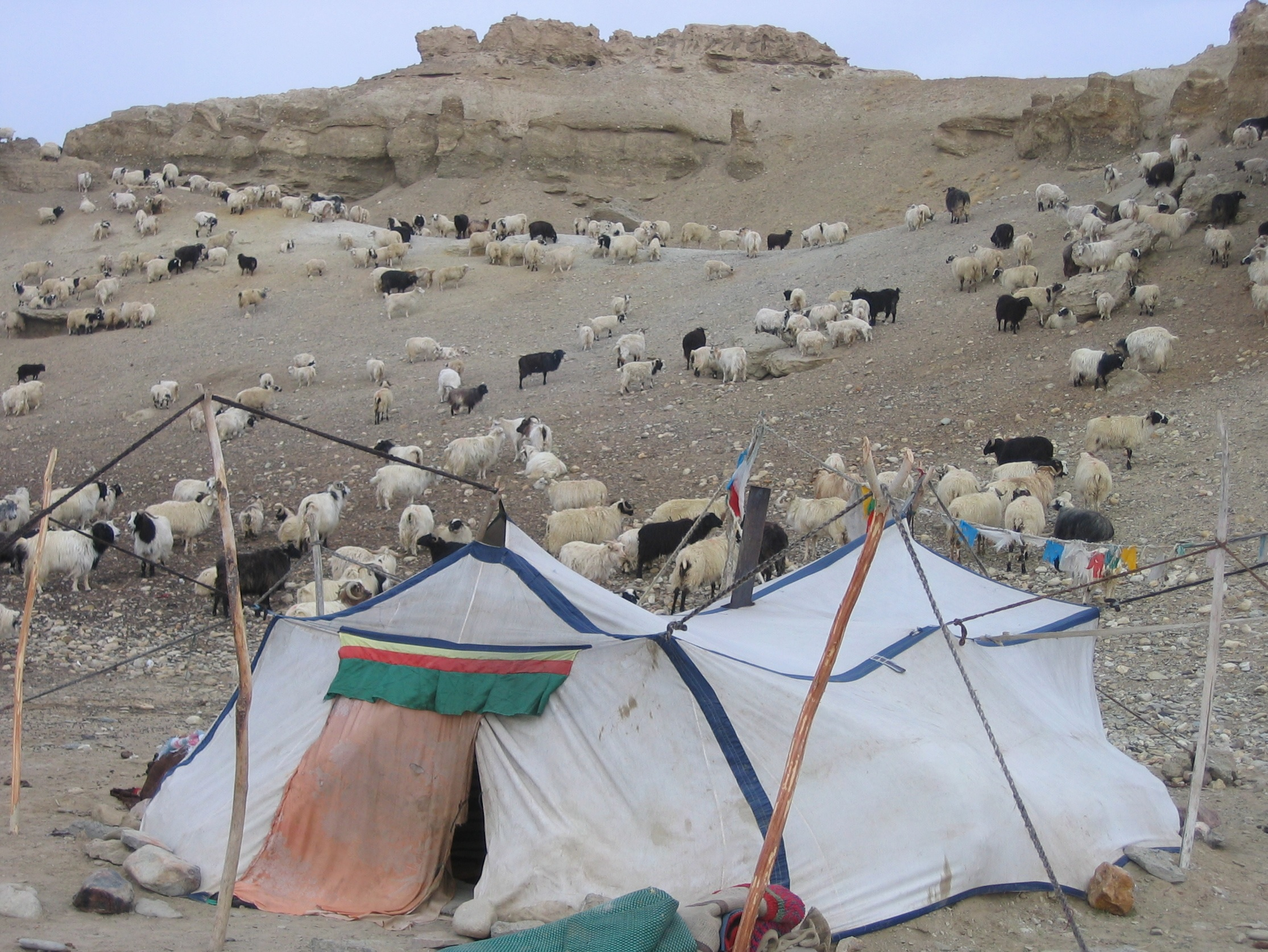
Campement de nomades Tibétains, Ngari méridional, Tibet.

En Norvège, et à un moindre degré en Suède et au Danemark, les Taters ont souvent été confondus avec les Roms parce qu'ils étaient, comme ceux-ci, parfois employés à construire des routes et des chemins de fer. Leur nom vient d'une croyance selon laquelle ils seraient apparentés aux Tatars.

## Nomades modernes
Il y a en Irlande, au Royaume-Uni et aux États-Unis, un groupe appelé Travellers (« voyageurs ») ou Irish Gypsies (« Gitans irlandais »). En Écosse, on les appelle Tinkers, de l'irlandais tinceard (« ferblantier »). Ce terme est devenu péjoratif, et le mot Irish Travellers est actuellement préféré, mais ils se nomment eux-mêmes Pavees. Ils ne sont pas reliés génétiquement aux Rom, mais leur culture nomade a été influencée par ceux-ci. Leur langue, le shelta, est basée principalement sur un lexique gaélique et une grammaire basée sur l'anglais, avec des influences romani.
Récemment, de nouveaux groupes nomades sont apparus en Europe, constitués pour la plupart de musiciens jouant des musiques électroniques, dans la mouvance techno.
Les nomades de la mer sont des populations d'Asie du Sud-Est qui vivent sur des bateaux.

## Semi-nomadisme

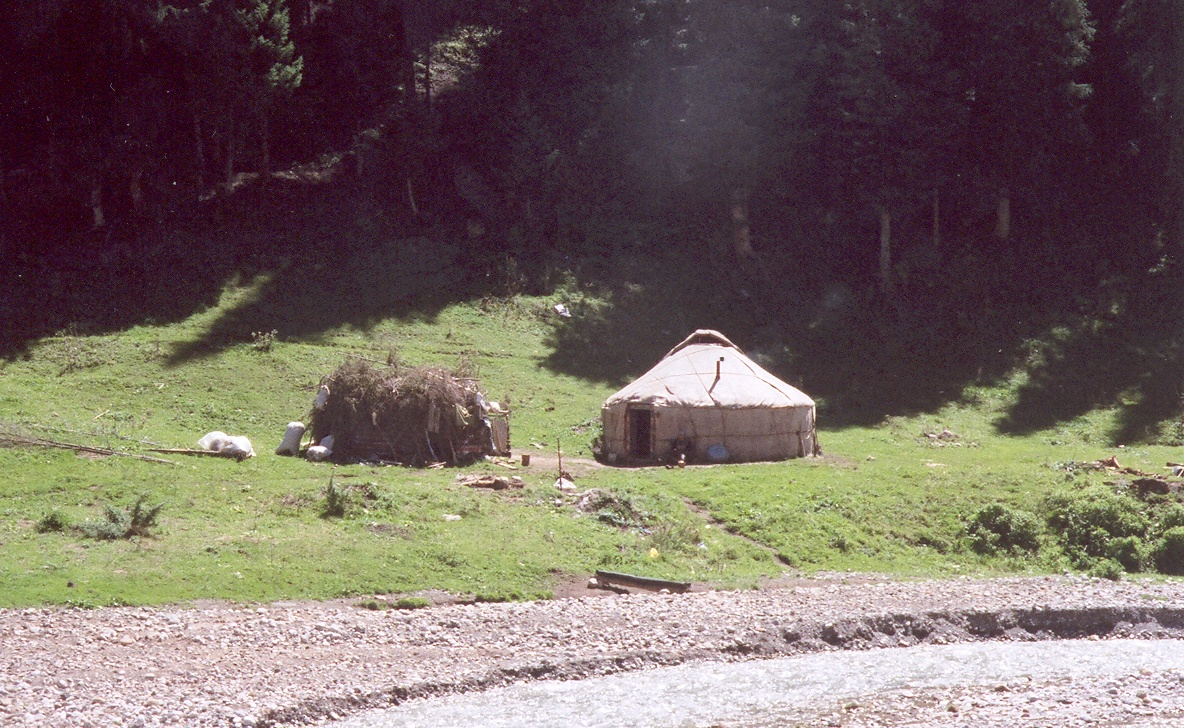
Yourte Kazakh dans la Préfecture autonome kazakhe d'Ili, au Xinjiang, Chine.

On désigne par « semi-nomadisme », des modes de vie intermédiaires, connaissant une pluralité de lieux de résidence, mais en nombre limité et sur des emplacements prédéterminés. En général, il s'agit de l'association d'une résidence principale et d'un ou plusieurs lieux de résidence secondaire, utilisés de façon régulière, pour une période restreinte, souvent au moment de la transhumance estivale dans les sociétés pratiquant l'élevage extensif.
L'apparition d'une résidence principale peut être le fait d'une sédentarisation forcée, comme ce fut le cas lors du mouvement de collectivisation des terres dans les républiques ex-soviétiques[réf. nécessaire] d'Asie centrale. Le semi-nomadisme est ainsi le mode de vie de nombreux éleveurs kazakhs et surtout kirghizes.
Les Changpas, vivant dans la région autonome du Tibet, en Chine et au Ladakh, en Inde, sont également une communauté semi-nomade.
En outre, les grandes transhumances estivales du monde moderne durant lesquelles les deux-tiers de l'Europe contemporaine se déplacent pour plusieurs semaines par an d'un bout à l'autre de l'Europe peuvent relever du mode de vie nomade car elles représentent une mobilité de masse.

## Nouveaux nomades
Le XXe siècle a vu apparaître de nouveaux groupes nomades. D'une part, certains individus se regroupent en communautés et pratiquent une nouvelle forme de nomadisme (ou de semi-nomadisme) pour le plaisir. D'autre part, certains groupes socio-professionnels soit sont contraints au nomadisme pour survivre, soit ont développé une activité nécessitant une vie nomade. Plusieurs exemples permettent de se rendre compte de l'importance de ces groupes.

### Les communautés nomades
Plusieurs communautés nomades ou semi-nomades sont nées aux États-Unis, mais aussi à travers le monde, tels que les snowbirds. Ce terme correspond aux Américains du Canada et du Nord des États-Unis qui passent tout ou partie de l'hiver dans des États de la Sun Belt dans des camping-cars. C'est un cas de semi-nomadisme car leur domicile d'été est fixe pour la plupart.
En France, Guilhem Chéron, cofondateur de La Ruche qui dit Oui !, a présenté, lors du Festival d'Avignon dans le cadre des rencontres sur le thème « Le Monde d'après-demain » organisé par Mediapart, son nouveau projet des « îles-prairies ». L'idée est de créer des lieux de vie écologiques et des lieux de culture et de sociabilisation pour des nouveaux nomades.

### Nomadisme moderne dans la vie socio-professionnelle moderne
Itinérants pour accomplir leur travail
En Amérique du Sud, après l'Europe, des milliers d'ouvriers et d'ingénieurs migrent pour construire des barrages. Dès qu'un projet de centrale hydroélectrique voit le jour, ces travailleurs viennent et une ville éphémère naît autour du campement de ceux qui travaillent sur le barrage. Cela a été le cas, par exemple, pour le barrage de Guri au Venezuela.
En Europe, l'essor du nucléaire civil a eu pour conséquence la création d'une classe de travailleurs appelés les nomades du nucléaire. Leur travail consiste à effectuer les tâches les plus dangereuses dans les réacteurs, comme aller dans le générateur de vapeur. Ils vont et viennent d'un réacteur à l'autre en fonction de l'arrêt du cœur de celui-ci. Lors de l'arrêt de l'un d'eux, ces travailleurs viennent par centaines et s'installent de façon presque précaire dans des campings à proximité. À la reprise de l'activité du cœur, ils partent vers un autre réacteur pour effectuer les mêmes tâches sans pour autant dépasser la dose annuelle maximale de radiations admissible, qui est de 20 mSv en France.
Les derniers nomades apparus sont des entrepreneurs voyageant afin de gérer sur place leur(s) société(s) et utilisant abondamment les technologies numériques nomades. Contrairement au premier cas, le nomadisme est pour eux une conséquence de leur réussite financière, et non pas une nécessité liée à leur emploi précaire et pas forcément choisi.
Certains voyagent à tel point qu'ils n'ont plus vraiment de « Home, Sweet Home » et n'ont plus de point d'attache.
Nomadisme en entreprise
Il ne faut pas oublier de mentionner le travail nomade en entreprise. Le travail nomade fait référence à toutes les formes de travail accomplies ailleurs qu'au poste de travail habituel dans l'entreprise. Il constitue d'ores et déjà une tendance lourde qui continue de fortement se développer. Le travail nomade ne se limite pas au télétravail à domicile. Tout collaborateur, quel que soit son profil, peut être concerné. Ainsi, tout salarié peut, à son échelle, développer des comportements nomades.
Quelques chiffres
- Le travail nomade concernerait entre 7 % et 10 % des salariés français.
- Le nomadisme [lequel ?] représenterait, quant à lui, 20 % de la population active.
- 73 % des cadres français travaillent en dehors de leur bureau.
- On dénombre 1 milliard de travailleurs nomades dans le monde en 2011.

## Gestion par les États

### Recensement
En 1912, les députés de la IIIe République votent une loi regroupant les personnes "présentant le caractère ethnique particulier aux romanichels, bohémiens, tziganes, gitanos" dans la catégorie administrative de "Nomades". Les populations concernées sont les Roms, les Sinté, les Yéniches, les Gitans et les Voyageurs.
En France, à la fin du XIXe et au XXe siècle, on délivrait des carnets anthropométriques aux nomades. En 1951, le ministère de l'intérieur en recensait 6 830.

### Génocides
En Amérique, les Européens (Espagnols, puis les Anglais, et enfin, les États-Unis avec la conquête de l'Ouest), ont exterminé de façon quasi systématique les populations américaines natives, majoritairement nomades.
Pendant la Seconde Guerre mondiale, les Nazis ont organisé le génocide des Roms.

### Expulsion des populations nomades
Lorsque les Nomades refusent la sédentarisation, ils sont souvent expulsés. Au XXIe siècle, des campagnes d'expulsions sont organisés à l'égard des Roms en France.[réf. nécessaire]

## Antonymie
- Sédentaire

#### Articles
- René Rebuffat, « Nomadisme et archéologie : L'Afrique dans l'Occident romain (Ier siècle av. J.-C. - IVe siècle apr. J.-C.) », Actes du colloque de Rome, Rome, École française de Rome, no 134,‎ 3-5 décembre 1987, p. 231-247 (lire en ligne)
- Joào Pedro Marques, « Sur la Nature du nomadisme des steppes eurasiatiques », L'Homme, t. 28, no 108. Les Animaux : domestication et représentation,‎ 1988, p. 84-98 (DOI 10.3406/hom.1988.369045, lire en ligne)
- B. Ely, « Nomadisme et sédentarisation des Tsiganes en France. », Bulletins et Mémoires de la Société d'anthropologie de Paris, vol. XIe Série, t. 6,‎ 1964, p. 339-351 (DOI 10.3406/bmsap.1964.1279, lire en ligne)

#### Ouvrages
- Gérard Chaliand, Les Empires nomades de la Mongolie au Danube : Ve siècle av. J.-C. - XVIe siècle, Perrin, 1995 (2e éd. revue et corrigée)
- Isabelle Ohayon, La sédentarisation des Kazakhs dans l'URSS de Staline, collectivisation et changement social (1928-1945), Maisonneuve et Larose, Paris, 2006
- Michel Maffesoli, Du nomadisme : Vagabondages initiatiques, La Table Ronde, 2006
- Jones Lang LaSalle, Étude sur le travail nomade, janvier 2012, Paris, 32 pages
- Managing “Climate Migration” in Mongolia: The Importance of Development Policies (ISBN 978-3-319-14938-7)